# モスバーグM500に関連する作品の一覧

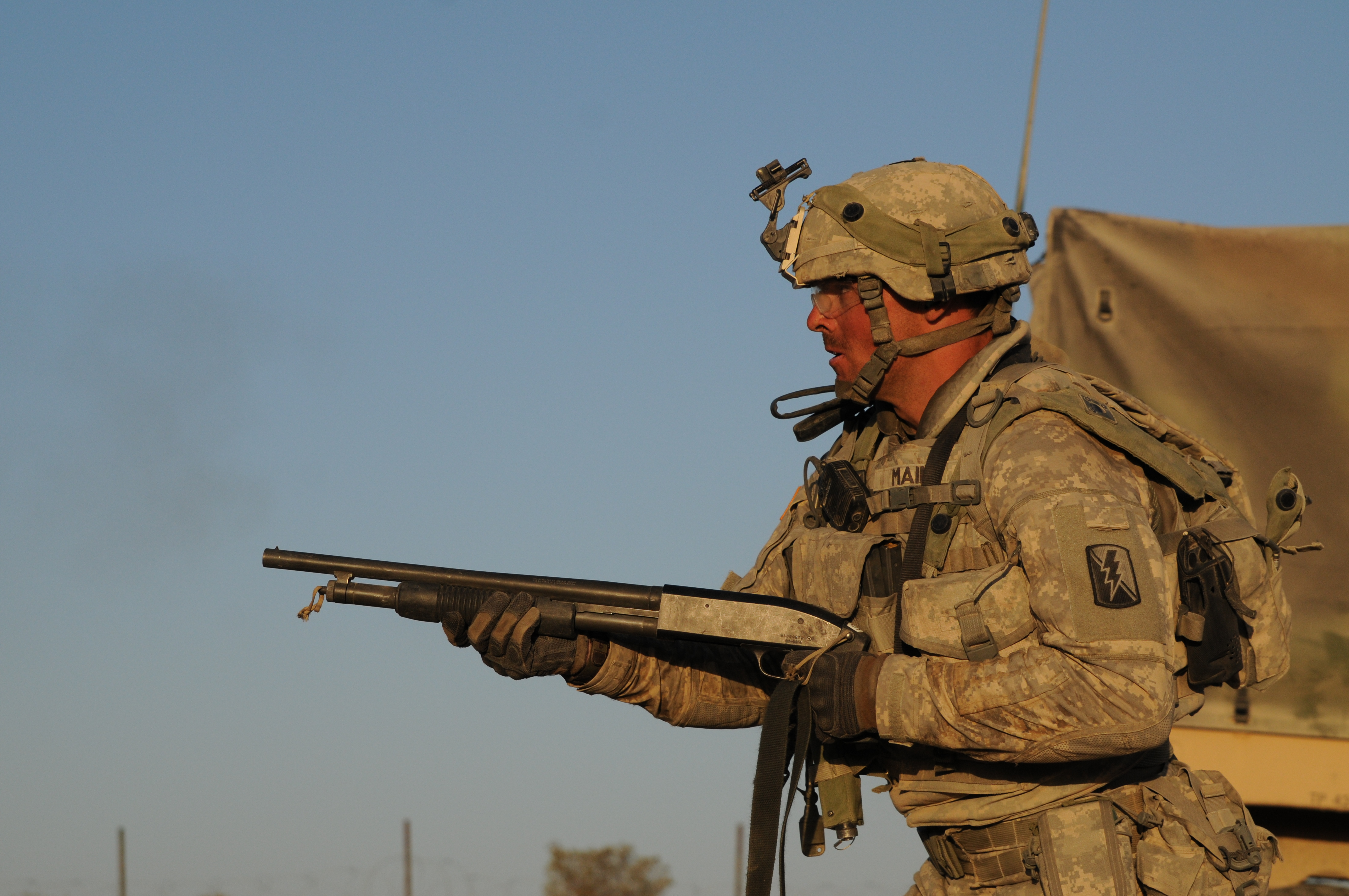
モスバーグM500を構えるアメリカ陸軍兵士

モスバーグM500に関連する作品の一覧（モスバーグM500にかんれんするさくひんのいちらん）は、アメリカ合衆国のモスバーグ社が生産する散弾銃、モスバーグM500および、その派生型に関連する作品の一覧である。
モスバーグM500は、レミントンM870と並ぶ最も一般的な散弾銃であり、軍隊や警察・民間に広く普及していることから数多くの作品に登場している。

## 映画
『ウルトラマンティガ THE FINAL ODYSSEY』
超古代遺跡ルルイエの調査に赴いた地球平和連合TPCの警備隊員がマーベリックM88を装備。突如復活した闇の巨人や、シビトゾイガーに発砲する。
『エボリューション』
主人公たちが街中に出現したエイリアンに対抗するため、銃砲店で売られていた値札が付いたままのM500をウィンチェスターM1300とともに借用して使用。一斉射撃でエイリアンを倒すことに成功する。
『クリフハンガー』
強盗団のメンバーの1人がフォールディングストックに変更したものを使用している。終盤では、主要人物の1人のハル・タッカーがこれを奪い、強盗団のボスが乗るヘリコプターに向け使用する。
『コマンドー』
警察官が、軍放出品ストアで武器の調達を行っていた主人公のジョン・メイトリックス大佐に対して、M500ATを突きつける。
『ゴリラ』
主人公のマーク・カミンスキーが、終盤でマフィアのアジトを襲撃する際に使用する。
『コンスタンティン』
チャズ・クレイマーが使用する。
『ジュラシック・ワールド』
インジェン社のセキュリティ部門（ACU）のエージェントが使用する。
『スピード』
テロリストのハワード・ペイン（デニス・ホッパー）が、序盤にてピストルグリップ付きのM500A マリナーをエレベーター内で主人公たちに対して使用する。
『スペーストラベラーズ』
『ゾーン・オブ・ザ・デッド』
『ゾンビランド』
放棄された車に積まれていた武器の1つとしてストックレスモデルのM590 マリナーが登場。遊園地での戦闘でタラハシーが使用するほか、ストックレスモデルでフォアグリップを装着したマーベリック M88を同じく遊園地での戦闘でウィチタが使用する。
『ダイ・ハード3』
連邦準備銀行の警備員が、銀行を襲撃してきたテロリストたちに対して使用する。
『沈黙の要塞』
M590が登場し、エイジス石油会社に雇われた傭兵のリーダー、ストーンが所持。しかし彼自身は一度も発砲せず、主人公のフォレスト・タフトに奪われた時に発砲されて死亡する。
『トレーニング デイ』
『ハードボイルド/新・男たちの挽歌』
主人公のテキーラ（チョウ・ユンファ）が倉庫と病院の銃撃戦で使用。前者はピストルグリップ付きのM500 クルーザーを、後者はM590のスピードフィードストック仕様を使う。
『バイオハザードII アポカリプス』
R.P.D.がM500をパトカーの車内からゾンビに向けて使用する。また、アリス・アバーナシーが教会でリッカーに向けてM590を発砲する。
『ハウス・オブ・ザ・デッド』
『裸の銃を持つ男PART2 1/2』
『バトルシップ』
アーレイ・バーク級ミサイル駆逐艦「ジョン・ポール・ジョーンズ」に乗り込んできたエイリアンを撃退するために、VBSSチームの1人が使用する。
『バンカー・ブレイク』
『ヒート』
銀行強盗後の市街地での銃撃戦でロサンゼルス市警察がM500を、ドラッカー巡査部長がM590を使用。ヒュー・ベニーのアパートに突入する際にカザルス巡査部長がM590を使用。ニール・マッコーリーとの一騎打ちの際にヴィンセント・ハナ警部補がM590を使用。
『ブラインド・フューリー』
『フラッド』
『プレデター』
主人公が率いる特殊部隊の一員であるビリー・ソールが、M16の銃身下部にM500を装着して使用する。
『プレデター2』
ロサンゼルス市警の警察官がブルパップタイプのM500を携行。終盤において、キースの部下であるガーバーも携行している。また、主人公のハリガンの覆面パトカーのトランクにもXM177と共に積み込まれているが、使用されない。
『ホワイトハウス・ダウン』
主人公のジョン・ケイルが、M590をドニー・ドナルドソンに手渡す。
『ローン・サバイバー』
パシュトゥーン村の村人が、村を襲撃したターリバーンに対してM500を使用する。
『ロボコップ』
デトロイト市警察のSWAT隊員が、M500 ブルパップ（マーベリック M88）をロボコップに対して使用する。

## テレビドラマ
『NCIS 〜ネイビー犯罪捜査班』
『ウォーキング・デッド』
『ウルトラシリーズ』
『平成ウルトラセブン』
地球防衛軍の兵士がマーベリックM88を使用。
『ウルトラマンガイア』
G.U.A.R.Dの一般隊員がマーベリックM88を使用。第46話ではシンリョク内部に突入したXIGのチームハーキュリーズが使用。　
『ウルトラマンネオス』
内閣情報局 (C.I.B)の保安部隊の隊員が使用。
『ウルトラマンコスモス』
統合防衛軍の兵士がマーベリックM88を使用。ただし第45話ではレーザー銃として描写されているので、正確にはマーベリックM88型の架空銃である。
『ウルトラマンネクサス』
TLTの一般隊員やホワイトスイーパーが使用。
『ウルトラマンマックス
第14話でベース・タイタンの警備にあたっていたUDFの警備隊員がマーベリックM88を使用。
『コールドケース 迷宮事件簿』
『生物彗星WoO』
第5話にて、M500 ブルパップ（マーベリック M88）が防衛隊の銃として登場。都内に出現したゲルバイルに対して、防衛隊の歩兵部隊が使用する。
『デカ 黒川鈴木』

## アニメ・漫画
『Fate/Zero』
ナタリア・カミンスキーが使用。
『ガンスミスキャッツ』
『寄生獣』
漫画版にて、対パラサイト部隊が市役所での戦闘時に使用する。
『キノの旅』
エピソード6で大佐が使用。

## ゲーム
『アンチャーテッドシリーズ』
『UC1』
『UC2』
『UC:GA』
「Moss-12」という名称で登場する。接近戦では無類の強さを誇るが、集弾率の悪さから遠距離ではパフォーマンスが大きく低下する。1発ごとに排莢するため、連射も不可。

『怪盗ロワイヤル-zero-』
『グランド・セフト・オートシリーズ』
『GTA:VCS』
「短銃身ショットガン」の名称で登場する。フォアエンドや銃床など、一部が木製になっている。
『GTAV』
「ポンプ式ショットガン」の名称でM590が、「ソードオフ・ショットガン」の名称でM500が登場。
『バトルフィールドシリーズ』
『BFV』
アメリカ軍とアメリカ海兵隊で使用可能。
『BF2MC』
MEC戦闘工兵で使用可能。

『マンハント2』
「ショットガン」の名称でソードオフ仕様が登場する。
『DISASTER DAY OF CRISIS』
レイモンド・ブライスが使用。
『コール オブ デューティ モダン・ウォーフェアII』
通常モデルが「Bryson 800」、Vepr-12 Molotの8ラウンドマガジンとM4のストック/グリップを装着したタクティカルモデルが「Bryson 890」の名称で登場。
『コール オブ デューティ ブラックオプス 6』
通常モデルが「Marine SP」の名称で登場。